# طفاری مور
طفاری مور (انگلیسی: Tafari Moore؛ زادهٔ ۵ ژوئیهٔ ۱۹۹۷) بازیکن فوتبال اهل بریتانیا است.
از باشگاه‌هایی که در آن بازی کرده‌است می‌توان به باشگاه فوتبال آرسنال، باشگاه فوتبال اوترخت، باشگاه فوتبال وایکام واندررز، و باشگاه فوتبال پلیموث آرگیل اشاره کرد.
وی همچنین در تیم‌های ملی فوتبال زیر ۱۶، ۱۷، ۱۸، ۱۹ و ۲۰ سال انگلستان بازی کرده‌است.